# Гербине
Ге́рбине — село Піщанської сільської громади у Подільському районі Одеської області України. На півдні межує з селом Піщана.

## Історія
Названо по імені першого поселенця по імені Герба, що займався випасом овець, збереглися метричні книги Гербіне з 1755 року. В 1837 село віддано у відомство воєнних поселень, в 1845 населення було переселено всіх жителів у село Піщану, а в 1864 було дозволено повертатися. За адміністративними поділами — з 16 сторіччя Брацлавський повіт, з 19 сторіччя Балтський повіт, 20 сторіччя Балтський район.
Під час організованого радянською владою Голодомору 1932—1933 років померло щонайменше 19 жителів села.
Входило до складу Піщанської сільської ради.
12 червня 2020 року, відповідно до Розпорядження Кабінету Міністрів України від № 724-р «Про визначення адміністративних центрів та затвердження територій територіальних громад Одеської області», увійшло до складу Піщанської сільської територіальної громади.
19 липня 2020 року, в результаті адміністративно-територіальної реформи і ліквідації Балтського району, село увійшло до складу новоутвореного Подільського району.

## Населення
Згідно з переписом 1989 року населення села становило 706 осіб, з яких 312 чоловіків та 394 жінки.
За переписом населення 2001 року в селі мешкало 540 осіб.

### Мова
Розподіл населення за рідною мовою за даними перепису 2001 року:
| Мова       | Відсоток |
| ---------- | -------- |
| українська | 96,48 %  |
| російська  | 2,22 %   |
| молдовська | 0,74 %   |
| білоруська | 0,19 %   |

## Визначні пам'ятки
Біля села виявлені поселення епохи бронзи, знайдений бронзовий кімерійський меч.
Церква Покрови — храм засновано у 1752 (було передано Євангеліє з дарчим написом 1752 для цієї церкви). Церква існувала до 1847, коли споруду розібрали, майно передали до церкви села Піщани. Нова церква Покрови збудована в 1875 — дерев'яна на кам'яному фундаменті.
31 серпня 2006 було зареєстровано релігійну громаду (парафію) «Покрив Божої Матері» Української греко-католицької церкви.

## Відомі люди
- Дончук Галина Олександрівна — депутат Верховної Ради УРСР 8-10-го скликання.
- Лукомська Наталія Іванівна — бригадир городньої бригади колгоспу імені Калініна Котовського району Одеської області. Депутат Верховної Ради УРСР 9-го скликання.
- Підгородинський Прокіп Михайлович (1796—1883) — український і російський співак.